# 湛海
湛海（たんかい、寛永6年2月1日（1629年2月23日） - 正徳6年1月16日（1716年2月9日））は、江戸時代の僧で真言律宗の律師。
宝山寺の中興開山。伊勢国（現・三重県）出身。俗姓は山田、字は宝山、如来房。

## 文献
- 『寶山湛海律師: 生駒山の生き仏』〈頁數:19〉緑·東山/著、2001年。
- 『湛海』、佛光大辭典 (慈怡法師主編)。